# Dracula lotax
Dracula lotax là một loài lan.